# زهانغ أوكاي
زهانغ أوكاي (بالصينية: 张奥凯) (18 فبراير 2000 بشيانيانغ في الصين - ) هو لاعب كرة قدم صيني في مركز الوسط. لعب مع إسبانيول.